# Championnats d'Asie de boxe amateur 1987
Navigation
Édition précédente Édition suivante
La 13e édition des championnats d'Asie de boxe amateur s'est déroulée à Koweït City, en 1987. 

## Résultats

### Podiums
| Catégories                    | Or                  | Argent                 | Bronze                                 |
| Poids mi-mouches (-48 kg)     | Oh Kwang-soo        | Chatchai Sasakul       | Mamoru Kuroiwa Sadoon Abboud Mater     |
| Poids mouches (-51 kg)        | Kwang Hyun-han      | Torsak Pongsupha       | Muhammad Latif Amir Jawad              |
| Poids coqs (-54 kg)           | Yong Mo-heo         | Abbas Khalaf           | D.Dhanisanjayan P.Luxman J.Ratnasuriya |
| Poids plumes (-57 kg)         | Park Yoon-sup       | Cerendorjin Amarjargal | Ilham Lahia John Williams              |
| Poids légers (-60 kg)         | Namjil Bayarsaikhan | Cerendorjin Amarjargal | Abdul Khaleque Bacvey D.P.Bhatt        |
| Poids super-légers (-63,5 kg) | Kim Ki-taek         | Enkhbat Nergui         | Muhammad Rustum Seera Jayaram          |
| Poids welters (-67 kg)        | Kyung Sup-song      | Devi Chand             | Sunan Pannum Khalid Raheem             |
| Poids super-welters (-71 kg)  | Park Si-hun         | Abbas Khalil           | Syed Abrar Hussain Shah Gopal Dewang   |
| Poids moyens (-75 kg)         | Syed Hussain Shah   | Hussein Kordija        | Hussain Neima Manjit Pal Singh         |
| Poids mi-lourds (-81 kg)      | Min Byung-yong      | Amir Jabbar            | Yousef Amer Kausar Abbas               |
| Poids lourds (-91 kg)         | Hyun Man-baik       | Ahmad Sabri            | Aslam Pervaiz Mukhtar Singh            |
| Poids super-lourds (+91 kg)   | Ahmed al-Baloushi   | Dildar Ahmed           | Khalid Nasser Jaipal Singh             |

### Tableau des médailles
| Place | Pays              | Médaille d'or, Asie | Médaille d'argent, Asie | Médaille de bronze, Asie | Total |
| ----- | ----------------- | ------------------- | ----------------------- | ------------------------ | ----- |
| 1     | Corée du Sud      | 9                   | 0                       | 0                        | 9     |
| 2     | Mongolie          | 1                   | 3                       | 0                        | 4     |
| 3     | Pakistan          | 1                   | 1                       | 6                        | 8     |
| 4     | Koweït            | 1                   | 0                       | 1                        | 2     |
| 5     | Irak              | 0                   | 4                       | 5                        | 9     |
| 6     | Thaïlande         | 0                   | 2                       | 1                        | 3     |
| 7     | Inde              | 0                   | 1                       | 8                        | 9     |
| 8     | Syrie             | 0                   | 1                       | 0                        | 1     |
| 9     | Japon             | 0                   | 0                       | 1                        | 1     |
| 9     | Sri Lanka         | 0                   | 0                       | 1                        | 1     |
| 9     | Indonésie         | 0                   | 0                       | 1                        | 1     |
| Total | 11 pays médaillés | 12                  | 12                      | 24                       | 48    |